# Imperatriz Iguaçuana
Grêmio Recreativo  Escola de Samba  é uma escola de samba de Nova Iguaçu. sendo uma das escolas mais antigas do município, possuindo como cores o verde e rosa.
É considerada uma das escolas mais tradicionais da cidade, sendo também a maior campeã. Porém tem apresentado problemas desde que perdeu sua quadra, no bairro do Rancho Novo.

## História
Fundada em 13 de março de 1965 com o nome de Imperatriz do Engenho Pequeno já participou do carnaval carioca, aonde desfilou como bloco de enredo da Federação dos Blocos, respectivamente, nos anos de 1989, 1990 e 1991
No carnaval de 2008, terminou na 5º colocação, no primeiro grupo. Em 2009, foi a sétima escola a desfilar, com um enredo sobre a história da moda, lendária e real, desde os tempos de Adão e Eva, desfile este que lhe rendeu a nona colocação.
Apresentou em 2010, o enredo Contatos: A arte de se comunicar terminou na 8º colocação. Para 2013, a escola optou por reeditar o enredo de 1986. Em 2014 obteve a 13ª colocação, o que significou seu rebaixamento..

## Segmentos

### Presidentes
| Nome                     | Mandato      | Ref.  |
| ------------------------ | ------------ | ----- |
| Joacir de Oliveira "Joá" | ? - ?        | [ 6 ] |
| Márcio Oliveira          | ?-atualidade |       |

### Presidente de honra
| Nome                     | Mandato      | Ref. |
| ------------------------ | ------------ | ---- |
| Joacir de Oliveira "Joá" | ?-atualidade |      |

### Diretores
| Ano  | Diretor de Carnaval | Diretor geral de harmonia | Mestre de bateria | Ref.  |
| ---- | ------------------- | ------------------------- | ----------------- | ----- |
| 2013 | Washington Rodrigo  |                           | Bital             | [ 6 ] |
| 2014 |                     | Hélio Veneno              | Marcelo           |       |

### Coreógrafo
| Ano  | Nome            | Ref. |
| ---- | --------------- | ---- |
| 2014 | Márcio Oliveira |      |

### Casal de Mestre-sala e Porta-bandeira
| Ano  | Nome           | Ref.  |
| ---- | -------------- | ----- |
| 2014 | Walmir e Penha | [ 6 ] |

### Corte de bateria
| Ano  | Rainha           | Madrinha | Ref. |
| ---- | ---------------- | -------- | ---- |
| 2014 | Isabela Pimentel |          |      |

## Carnavais
| Ano                  | Colocação    | Grupo    | Enredo                                                               | Carnavalesco                    | Intérprete                 | Ref.        |
| -------------------- | ------------ | -------- | -------------------------------------------------------------------- | ------------------------------- | -------------------------- | ----------- |
| 2009                 | 9ºlugar      | 1-ABESNI | Tecendo, pintando e bordando                                         | Márcio Delgado                  | Intérprete:Márcio Orelha   |             |
| 2010                 | 8ºlugar      | 1-ABESNI | Contatos: A arte de se comunicar                                     | Márcio Delgado                  | Intérprete:Paulinho Pontes |             |
| 2011                 | 9ºlugar      | ÚNICO    | Carnaval da Baixada em tempos de glórias                             | Márcio Delgado                  | Intérprete:Márcio Orelha   |             |
| 2012                 | 6ºlugar      | ÚNICO    | Morri de amor por você                                               | Márcio Delgado                  | Márcio Orelha              |             |
| 2013                 | Não competiu |          |                                                                      |                                 | Maninho                    | [ 6 ] [ 7 ] |
| 2014                 | 13º lugar    | ÚNICO    | Vamos cair na folia! Compositores: Pinga e Sereno Intérprete:Maninho | Washington Martins e Vera Lúcia |                            | [ 5 ] [ 8 ] |
| Não desfilou em 2015 |              |          |                                                                      |                                 |                            |             |